# New Concord
New Concord – wieś w Stanach Zjednoczonych, w stanie Ohio, w hrabstwie Muskingum.